# 音楽高等学校
音楽高等学校（おんがくこうとうがっこう）とは、日本の主に音楽についての専門技術や知識を習得するための高等学校のことである。一般的には、「音楽に関する学科」（音楽科）が設置されている学校を指す。中等教育でありながら、音楽を専門的に学ぶことが可能である。
なお、本項目では主として学校名に「音楽」を含む高等学校について解説する。「音楽に関する学科」を設置する高等学校一般については「音楽 (教科)#音楽に関する学科」を参照。

## 概要
日本においては、一般的に、高等学校設置基準第五条に定める「専門教育を主とする学科」のうち、第六条の２に定める「十一　音楽に関する学科」のある高等学校のことを指す。ただし、「音楽に関する学科」は普通科などに併設されることが多いため、実際に「音楽高等学校」と呼ばれている例は「音楽に関する学科」を中心に学科が構成されている場合などに限られる。
音楽高等学校の専門科目については、高等学校学習指導要領（専門音楽）で定められている。その目標として、「音楽に関する専門的な学習を通して，創造的な表現に必要な知識や技術を習得させるとともに，音楽に対する豊かな感性と音楽文化の発展に寄与する態度を育てる。」ことが掲げられている。

## 履修科目
高等学校学習指導要領（専門音楽）に基づく科目としては、「音楽理論」「音楽史」「演奏法」「ソルフェージュ」「声楽」「器楽」「作曲」がある。
このうち「演奏法」については、下記の内容を学ぶこととなっている。
1. 時代的，様式的背景などに基づく表現方法
2. 音楽の解釈の仕方
3. 習得した知識や技術に基づくアンサンブル等による演奏法の工夫

学習指導要領に基づく必修科目は下記の通りである。
- 「音楽理論」（「楽典・楽式など」と「和声法」は必修。「対位法」は、必要に応じて扱うものとする。）
- 「音楽史」「演奏法」「ソルフェ−ジュ」
- 「器楽」のうちの「鍵盤楽器」

また、独唱・器楽独奏・作曲の「いずれかを専門的に履修させること」としているほか、「これに加えて」、独唱・器楽独奏の「いずれかを履修させることができること」としている。
実際には、各学校によって、細かい科目が設定される。

## おもな設置学科
多くの音楽高等学校で設置されている学科には、次のようなものがある。
- 音楽科
- 作曲科
- 器楽科
- 声楽科

## 音楽高等学校の例
- 東京芸術大学音楽学部附属音楽高等学校
- 東京都立総合芸術高等学校 音楽科
- 京都市立京都堀川音楽高等学校
- 品川学藝高等学校 音楽科
- 広島音楽高等学校 声楽科・器楽科・作曲科
- 大阪府立夕陽丘高等学校 音楽科
- 東京音楽大学付属高等学校
- 東邦音楽大学附属東邦高等学校
- 東邦音楽大学附属東邦第二高等学校
- 桐朋女子高等学校 音楽科
- 国立音楽大学附属高等学校 音楽科
- 武蔵野音楽大学附属高等学校